# USS North Carolina (BB-55)

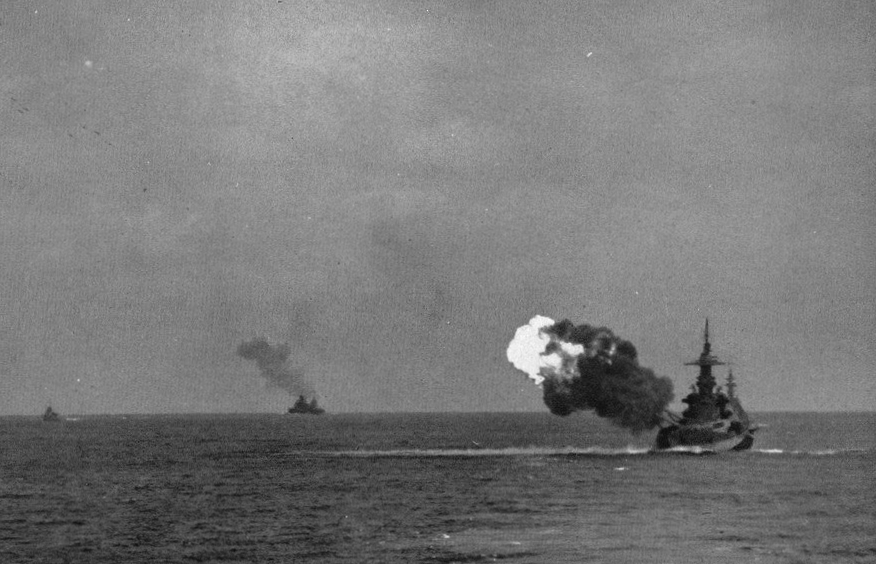
North Carolina při palbě z hlavních děl v roce 1944

USS North Carolina (BB-55) je bitevní loď amerického námořnictva třídy North Carolina. Za druhé světové války sloužila především pro doprovod svazu rychlých letadlových lodí.

## Stavba
Stavbu North Caroliny i její sesterské lodi USS Washington, objednal americký Kongres ve finančním roce 1938. Kýl lodi byl položen 27. října 1937 v americké loděnici New York Naval Shipyard. North Carolina byla spuštěna na vodu v roce 1940 a 9. dubna 1941 byla uvedena do služby.

## Výzbroj
Hlavní výzbroj tvořilo devět kanónů ráže 406 mm ve třech třídělových věžích, které doplňovalo 10 věží se 127mm kanóny. Ty doplňovaly protiletadlové 28mm kanóny a 12,7mm kulomety, které ale byly pro nízkou účinnost nahrazeny 20mm a 40mm kanóny. Na konci války loď nesla až 90 kusů 40mm kanónů a 56 kanónů ráže 20 mm.

## Pancíř a pohon
Boky kryl pancéřový pás silný až 305 mm, paluba měla sílu 140 mm a čela dělových věží 394 mm. Pohon tvořila čtyři turbínová soustrojí General Electric a osm kotlů Babcock & Wilcox o maximálním výkonu 121 000 shp.

## Druhá světová válka
Druhou světovou válku North Carolina strávila na tichomořském bojišti, kde obvykle doprovázela úderné svazy letadlových lodí. Po válce se z ní stala cvičná loď. Roku 1947 byla loď vyřazena ze služby a zakonzervována. Od roku 1962 byla North Carolina přeměněna v plovoucí muzeum.